# Льотчики, які отримали звання Героя Радянського Союзу за війну в Кореї
| ПІБ                           | Дата нагородження |
| ----------------------------- | ----------------- |
| Бойцов Аркадій Сергійович     | 14.07.1953        |
| Бахаєв Степан Антонович       | 13.11.1951        |
| Гесь Григорій Іванович        | 10.10.1951        |
| Докашенко Микола Григорович   | 22.04.1952        |
| Карелін Анатолій Михайлович   | 14.07.1953        |
| Крамаренко Сергій Макарович   | 10.10.1951        |
| Лобов Георгій Агейович        | 10.10.1951        |
| Міхін Михайло Іванович        | 14.07.1953        |
| Науменко Степан Іванович      | 12.05.1951        |
| Образцов Борис Олександрович  | 10.10.1951        |
| Оськін Дмитро Павлович        | 13.11.1951        |
| Охай Григорій Ульянович       | 13.11.1951        |
| Пепеляєв Євген Георгійович    | 22.04.1952        |
| Пономарьов Михайло Сергійович | 13.11.1951        |
| Пулов Григорій Іванович       | 22.04.1952        |
| Самойлов Дмитро Олександрович | 13.11.1951        |
| Сморчков Олександр Павлович   | 13.11.1951        |
| Стельмах Євген Михайлович     | 10.10.1951        |
| Сутягін Микола Васильович     | 10.10.1951        |
| Суботін Серафим Павлович      | 10.10.1951        |
| Шебанов Федір Дмитрович       | 10.10.1951        |
| Щукін Лев Кирилович           | 13.11.1951        |